# اریش کلایبر
اریش کلایبر (به آلمانی: Erich Kleiber) (زادهٔ ۵ اوت ۱۸۹۰ - درگذشتهٔ ۲۷ ژانویهٔ ۱۹۵۶) رهبر ارکستر، آهنگساز، و کارگردان اپرا اهل اتریش بود.البته او در 1938 تابعیت کشور آرژانتین را نیز گرفته بود.
اریش کلایبر در بسیاری از اجراهای ماندگار به عنوان رهبر ارکستر حاضر شد و حضوری موفق نیز داشت. اریش کالیبر در سن 66سالگی در کشور سوئیس،شهر زوریخ از دنیا رفت.
اریش کلایبر در ۱۹۳۶ به آرژانتین مهاجرت کرد و در ۱۹۳۸ تابع آن کشور شد. پسر او، کارلوس کلایبر، نیز از رهبران بزرگ و نامدار ارکستر است.